# Falsk skivlav
Falsk skivlav (Rhizocarpon leptolepis) är en lavart som beskrevs av Anzi. Falsk skivlav ingår i släktet Rhizocarpon och familjen Rhizocarpaceae.  Arten är reproducerande i Sverige. Inga underarter finns listade i Catalogue of Life.